# La vocazione di Suor Teresa
La vocazione di Suor Teresa (La voce) è un film del 1982, diretto da Brunello Rondi alla sua ultima regia.

## Trama
Il film parla della vocazione e del noviziato dell'ex cantante Anjezë Gonxhe Bojaxhiu nata a Skopje nel 1910 poi diventata celebre come Madre Teresa di Calcutta anche se nel film non si fa mai riferimento a questo.